# Fútbol 5 en los Juegos Paralímpicos
El fútbol 5 adaptado fue incluido en los Juegos Paralímpicos de Verano desde la duodécima edición que se celebró en Atenas (Grecia) en 2004.

## Ediciones
| N.º | Año  | Sede           | País        |
| --- | ---- | -------------- | ----------- |
| I   | 2004 | Atenas         | Grecia      |
| II  | 2008 | Pekín          | China       |
| III | 2012 | Londres        | Reino Unido |
| IV  | 2016 | Río de Janeiro | Brasil      |
| V   | 2020 | Tokio          | Japón       |
| VI  | 2024 | París          | Francia     |

## Medallero histórico
- Actualizado hasta París 2024.[2]

| Núm. | País                          | Oro | Plata | Bronce | Total |
| ---- | ----------------------------- | --- | ----- | ------ | ----- |
| 1    | Brasil (BRA)                  | 5   | 0     | 1      | 6     |
| 2    | Francia (FRA)                 | 1   | 1     | 0      | 2     |
| 3    | Argentina (ARG)               | 0   | 3     | 2      | 5     |
| 4    | Irán (IRI)                    | 0   | 1     | 0      | 1     |
| 4    | República Popular China (CHN) | 0   | 1     | 0      | 1     |
| 6    | España (ESP)                  | 0   | 0     | 2      | 2     |
| 7    | Marruecos (MAR)               | 0   | 0     | 1      | 1     |
|      | TOTAL                         | 6   | 6     | 6      | 18    |